# La Purísima (Tlajomulco)
La Purísima es una localidad del estado mexicano de Jalisco. Es parte del municipio de Tlajomulco de Zúñiga.

## Toponimia
El nombre «La Purísima» hace referencia a la santa patrona de la localidad: Nuestra Señora de la Purísima Concepción.

## Demografía
| Censo | Población |
| ----- | --------- |
| 2010  | 1 027     |
| 2020  | 6 769     |